# Dischisma squarrosum
Dischisma squarrosum är en flenörtsväxtart som beskrevs av Rudolf Schlechter. Dischisma squarrosum ingår i släktet Dischisma och familjen flenörtsväxter. Inga underarter finns listade i Catalogue of Life.